# Samsung Galaxy Core Plus
O Samsung Galaxy Core Plus é um smartphone Android desenvolvido pela Samsung Electronics. Ele foi lançado em outubro de 2013, rodava o Android 4.2.2 (Jelly Bean) e tinha uma tela de 4,3 polegadas.

## História
O Samsung Galaxy Core Plus foi anunciado e lançado em outubro de 2013. Esse modelo ficou disponível apenas alguns meses depois que o Galaxy Core original foi lançado em maio de 2013. Esse lançamento foi visto como parte de uma estratégia para oferecer novos telefones para manter os consumidores interessados.

## Especificações
O Samsung Galaxy Core Plus tinha 4 GB de armazenamento interno, expansível via microSD até 64 GB, junto com 512 MB de RAM. Ele tinha uma bateria de 1800 mAh e uma tela de 4,3 polegadas. Ele foi equipado com uma câmera traseira de 5 MP e uma câmera frontal de 0,3 MP.
Existem outras variantes introduzidas em outros mercados que apresentam especificações diferentes. Por exemplo, o Galaxy Core Plus foi lançado no mercado taiwanês e na Europa com 768 MB de RAM. Isso foi notado por ser inferior ao modelo Core original, que tinha 1 GB de RAM e 8 GB de armazenamento interno.